# Marianengraben (Roman)
Marianengraben ist der Debütroman der deutschen Autorin Jasmin Schreiber, der 2020 beim Eichborn Verlag erschien und schnell zum Bestseller wurde.

## Titel

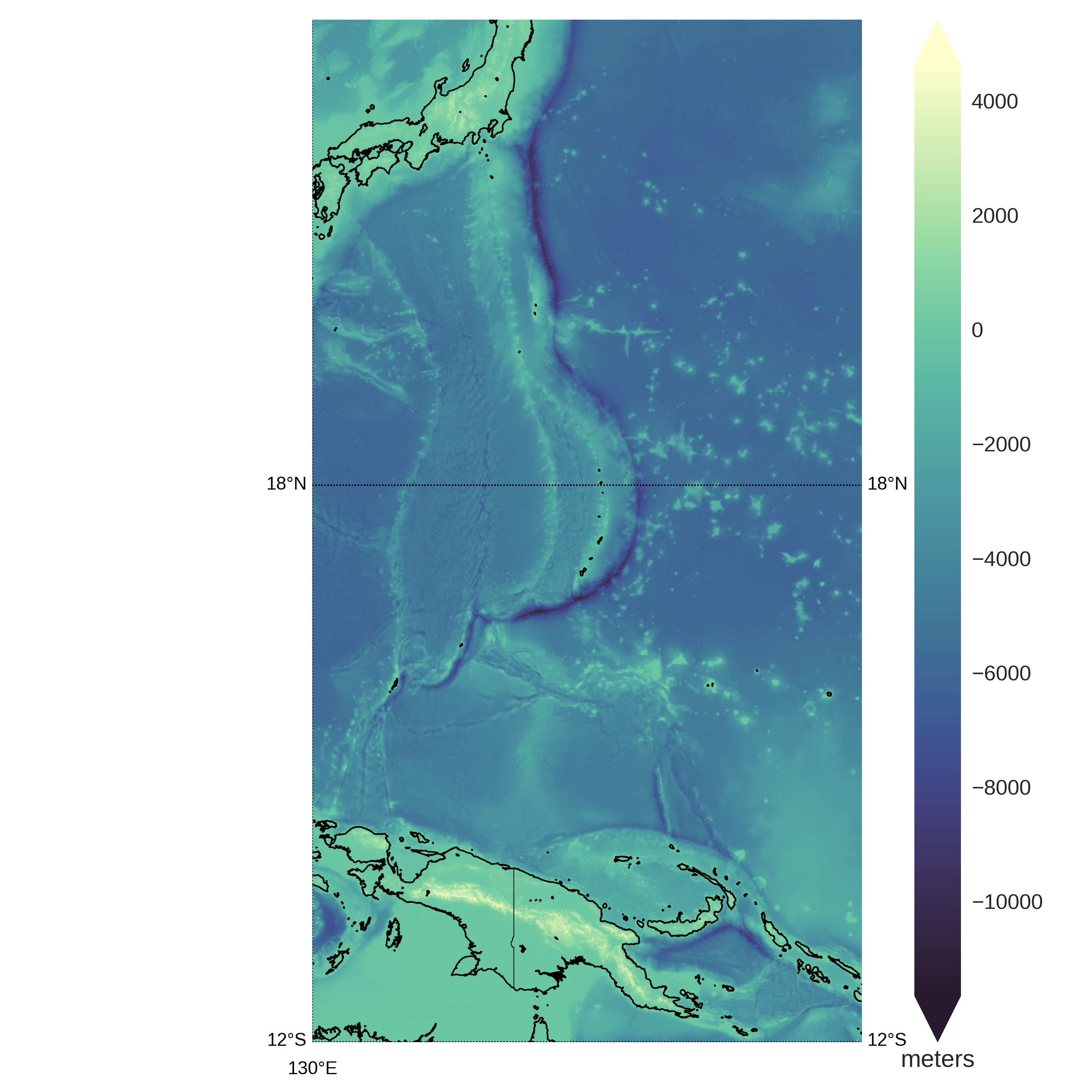
Marianengraben im westlichen Pazifischen Ozean

Der Buchtitel steht in Zusammenhang mit einer Metapher, die die Protagonistin Paula über den Tod ihres zehnjährigen Bruders zur Hilfe nimmt, um zu verbildlichen, wie tief ihre Trauer sitzt. Im Laufe des Romans gelingt es ihr, langsam wieder aus dieser Tiefe aufzutauchen: „Ich spürte, dass sich in mir etwas verändert hatte. Die Tentakeln an den Knöcheln waren weg und ich war mir bewusst, dass ich wirklich dabei war, aus dem Marianengraben aufzusteigen. Ich hatte das Gefühl, endlich richtig um dich trauern zu können …“.

## Aufbau
Marianengraben ist in fünfundzwanzig unterschiedlich lange Kapitel aufgeteilt, die mit Zahlen betitelt sind. Diese symbolisieren den langsamen Aufstieg Paulas aus der Tiefe des Marianengrabens, beziehungsweise ihrer Verzweiflung. Beginnend mit 11000, dem Titel des ersten Kapitels, einer Zahl, die die Maximaltiefe der Seerinne in Metern ausdrückt, folgen die Kapitel: 10430, 9950, 9720, 9400, 9160, 8930, 8750, 8420, 8010, 7800, 7320, 6990, 6480, 5990, 5570, 5110, 4620, 4100, 3410, 2330, 1680, 1070, 570, 0.

## Handlung
Der Roman wird aus Paulas Perspektive erzählt, einer jungen Frau, die durch den Tod ihres jüngeren Bruders Tim tief in ihrer Trauer gefangen ist und kaum wieder in ihr altes Leben zurückfindet. Sie gewährt den Lesern Einblick in ihre Gedanken, ihre Verzweiflung über diesen Verlust und ihr Schuldgefühl darüber, Tim nicht gerettet zu haben. Immer wieder erinnert sie sich dabei an ihn, an sein großes Interesse an Meerestieren und Fischen und ihr Verhältnis zueinander.
Motiviert durch ihren Therapeuten bricht Paula eines Nachts auf, um in den Friedhof einzubrechen und Tims Grab ohne Zeugen besuchen zu können. Dabei trifft sie zufällig auf einen alten Mann, Helmut, der seine Frau verloren hat. Sie hilft ihm dabei, die Urne mit ihrer Asche auszugraben. Nachdem Helmut sie eingeladen hat, ihn auf seiner Reise mit seinem Wohnmobil in die Berge zu begleiten, um in seiner Heimat diese Asche zu verstreuen, beginnt ihr gemeinsamer Roadtrip, der Paula langsam aus ihrer Depression herausführt.
Bevor Paula aufbricht, mistet sie ihre lang vernachlässigte Wohnung aus. Auf der Campingreise kümmert sie sich dann um Helmuts Hündin Judy, obwohl diese ihr anfangs nicht freundlich gesinnt ist. Auch Helmut wirkt zuerst schroff und abweisend, aber im Laufe der Fahrt ändert sich seine Haltung. Paula erfährt immer mehr von den tragischen Schicksalsschlägen seines Lebens und von seiner anderen Art, Trauer zu bewältigen, aber nichts zu vergessen. Bald wird ihr klar, dass Helmut schwer krank ist und durch diese Reise seine letzten Versprechungen einlösen will, bevor er stirbt. Die beiden kommen sich von Tag zu Tag näher, können sogar zusammen über tragisch-komische Ereignisse lachen und tauschen sich über ihre persönlichen Verluste aus. Dabei ist ihre Reise langsam und von zahlreichen Pausen unterbrochen. Mit Helmut kann Paula über ihre Schuldgefühle sprechen, als große Schwester den Bruder nicht in die Ferien begleitet und vor dem Ertrinken gerettet zu haben. Helmut gelingt es, sie von diesen Gefühlen zu befreien.
In den Bergen verstreut Helmut einen Teil der Asche seiner Frau an dem See, wo er sie kennenlernte. Die Reise führt Paula und Helmut noch zu einem Dorf auf der Seiser Alm, das für Helmuts Frau von Bedeutung war. Auf der Weiterfahrt werden Paula und Helmut von einem Polizisten auf einem Motorroller wegen ihrer zu hohen Geschwindigkeit verfolgt, aber nicht eingeholt. Schließlich erreichen sie Helmuts Heimatdorf, wo sie sein lang verschlossenes Elternhaus öffnen und nun nicht mehr campen, sondern in den alten Zimmern wohnen. Obwohl Helmut immer schwächer wird und sein Tod unmittelbar bevorsteht, entschließt Paula sich trotz ihrer Angst davor, ihn auch auf diesem Weg zu begleiten.
Helmut verfasst sein Testament, alte Nachbarn kommen vorbei und der pensionierte Landarzt gibt Paula Ratschläge dazu, wie Helmuts letzten Tage erleichtert werden könnten. Trotzdem trifft sie Helmuts Tod tief. Er überrascht sie ein letztes Mal, als er ihr sein Elternhaus, seine Hündin Judy und das Wohnmobil hinterlässt. Mit diesem will sie später ans Meer fahren, um Asche zu verstreuen: Helmuts, die restliche Asche seiner Frau und die ihres T-Shirts, das Tim ihr geschenkt hat.

## Rezeption
Marianengraben galt als eines der erfolgreichsten Debüts des Jahres 2020 und erhielt überwiegend positive Kritiken. Die Rezensentin Manuela Reichart vom Deutschlandfunk meinte, dass der Autorin mit diesem Buch etwas Ungewöhnliches gelungen sei: „Leicht erzählen vom Allerschwersten.“
Auf literaturkritik.de schrieb Stefan Füllemann: „Verwoben werden zwei Lebenslinien auf berührende und ehrliche Art.“ Jedoch kritisiert er: „Ein Roman, der sich schnell und leicht liest. Leider etwas zu leicht, angesichts der Tragweite des Themas.“ Carola Krauße-Reim war dazu auf belletristikcouch.de anderer Ansicht: „Mit viel Feingefühl und Behutsamkeit geht sie an das Thema Tod und Trauer heran. Dabei schafft sie mühelos den Spagat zwischen einem sehr humorvollen und wunderbar zu lesenden Schreibstil und der schweren Thematik.“
Der Roman erfreut sich auch einer internationalen Leserschaft, denn er wurde bereits ins Türkische, Russische, Polnische und Niederländische übersetzt (Stand 2024). Im Deutschen wurde Marianengraben auch als Hörbuch herausgebracht.
2023 wurde außerdem ein Film mit dem gleichnamigen Titel gedreht, der auf der Handlung des Romans beruht.

## Ausgaben
- Marianengraben. Roman. Eichborn Verlag, Köln 2020, ISBN 978-3-8479-0042-9. (Hardcover)
- Marianengraben. Roman. Bastei Lübbe Verlag, Köln 2021, ISBN 978-3-8479-0082-5. (Taschenbuch)
- Marianengraben als Hörbuch. Lübbe-Audio, Leipzig 2020, gesprochen von Maximiliane Häcke, ISBN 978-3-8387-9395-5.